# Houston Film Critics Society Awards 2007
1. ročník předávání cen organizace Houston Film Critics Society se konal dne 3. ledna 2008.

## Vítězové a nominovaní

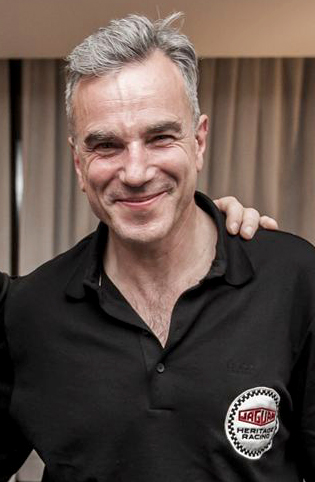
Daniel Day-Lewis, vítěz v kategorii nejlepší mužský herecký výkon v hlavní roli

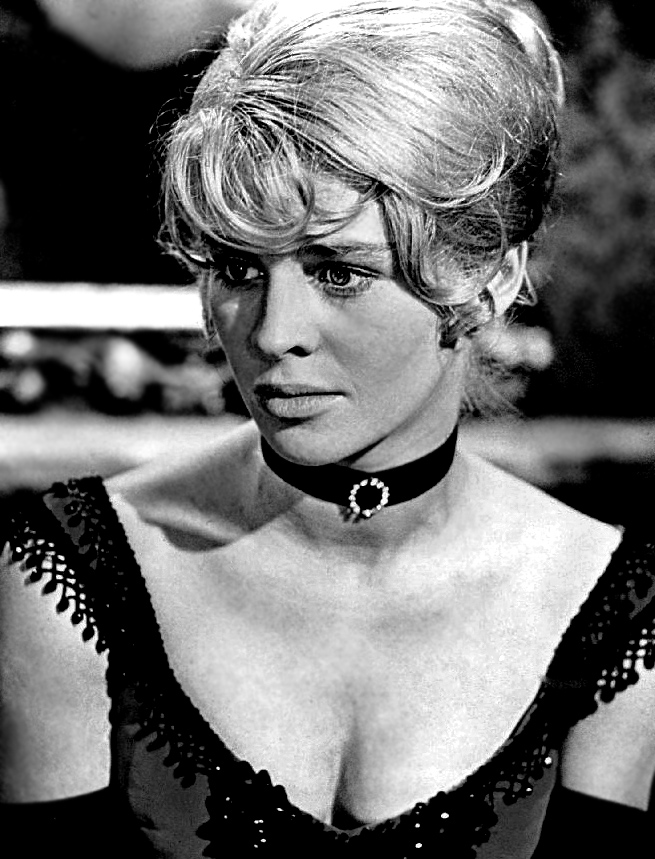
Julie Christie, vítězka v kategorii nejlepší ženský herecký výkon v hlavní roli

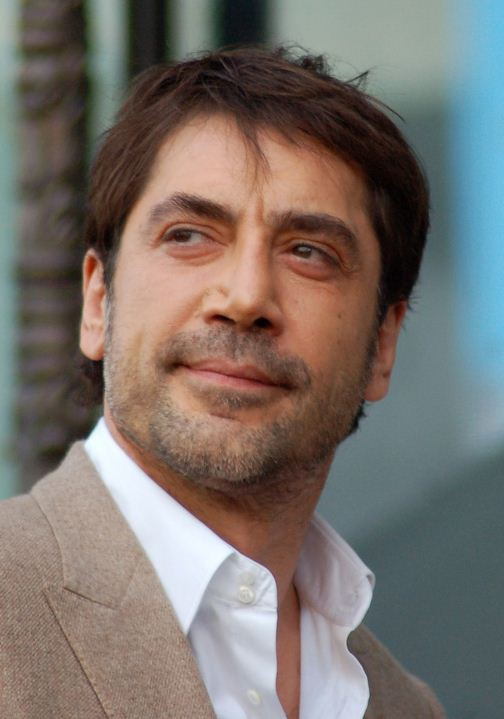
Javier Bardem, vítěz v kategorii nejlepší mužský herecký výkon ve vedlejší roli

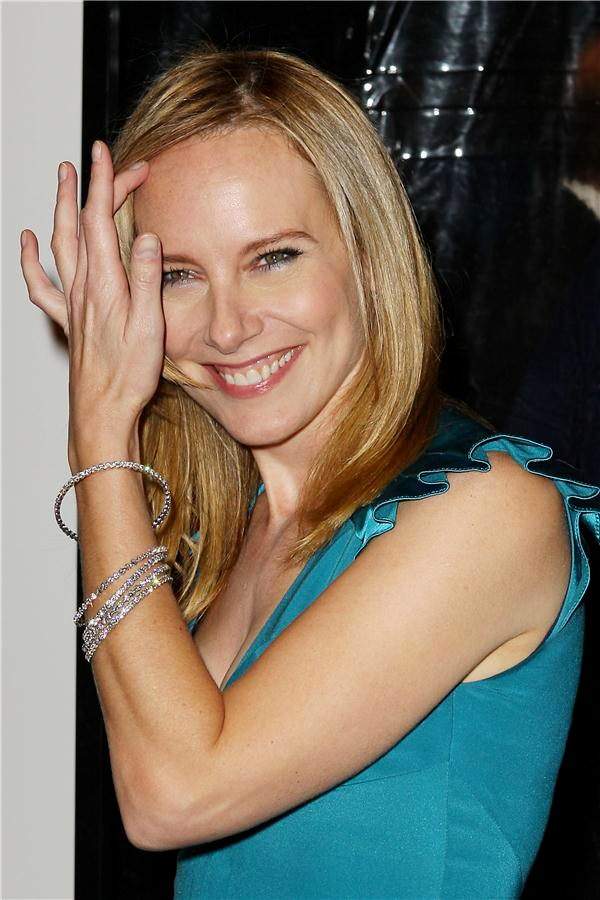
Amy Ryan, vítězka v kategorii nejlepší ženský herecký výkon ve vedlejší roli

### Nejlepší film
1. Tahle země není pro starý
2. Juno
3. Pokání
4. Michael Clayton
5. Útěk do divočiny
6. Sweeney Todd: Ďábelský holič z Fleet Street
7. Skafandr a motýl
8. Než ďábel zjistí, že seš mrtvej
9. Soukromá válka pana Wilsona
10. Beze mě: Šest tváří Boba Dylana

### Nejlepší cizojazyčný film
Skafandr a motýl – Francie/Spojené státy americké
- Edith Piaf – Francie
- Touha, opatrnost – Čína
- Persepolis – Francie
- Lovec draků – Afghánistán

### Nejlepší režie
Tim Burton – Sweeney Todd: Ďábelský holič z Fleet Street
- Ethan Coen a Joel Coen – Tahle země není pro starý
- Sidney Lumet – Než ďábel zjistí, že seš mrtvej
- Sean Penn – Útěk do divočiny

### Nejlepší scénář
Diablo Cody – Juno
- Christopher Hampton – Pokání
- Ethan Coen a Joel Coen – Tahle země není pro starý
- Tamara Jenkins – Divoši
- Tony Gilroy – Michael Clayton

### Nejlepší herec v hlavní roli
Daniel Day-Lewis – Až na krev
- Casey Affleck – Gone, Baby, Gone
- George Clooney – Michael Clayton
- Emile Hirsch – Útěk do divočiny
- Viggo Mortensen – Východní přísliby

### Nejlepší herečka v hlavní roli
Julie Christie – Daleko od ní
- Amy Adamsová – Kouzelná romance
- Marion Cotillard – Edith Piaf
- Angelina Jolie – Síla srdce
- Laura Linneyová – Divoši
- Ellen Page – Juno

### Nejlepší herec ve vedlejší roli
Javier Bardem – 'Tahle země není pro starý'
- Casey Affleck – Zabití Jesseho Jamese zbabělcem Robertem Fordem
- Hal Holbrook – Útěk do divočiny
- Philip Seymour Hoffman – Soukromá válka pana Wilsona
- Tom Wilkinson – Michael Clayton

### Nejlepší herečka ve vedlejší roli
Amy Ryan – Gone, Baby, Gone
- Cate Blanchettová – Beze mě: Šest tváří Boba Dylana
- Catherine Keener – Útěk do divočiny
- Kelly Macdonaldová – Tahle země není pro starý
- Tilda Swintonová – Michael Clayton

### Nejlepší obsazení
Hairspray
- 3:10 Vlak do Yumy
- Než ďábel zjistí, že seš mrtvej
- Útěk do divočiny
- Michael Clayton
- Tahle země není pro starý

### Nejlepší animovaný film
Ratatouille
- Pan Včelka
- Beowulf
- Persepolis
- Simpsonovi ve filmu

### Nejlepší kamera
Roger Deakins – Zabití Jesseho Jamese zbabělcem Robertem Fordem
- Seamus McGarvey – Pokání
- Eric Gautier – Útěk do divočiny
- Roger Deakins – Tahle země není pro starý
- Dariusz Wolski – Sweeney Todd: Ďábelský holič z Fleet Street

### Nejlepší skladatel
Pokání - Dario Marianelli
- 3:10 Vlak do Yumy - Marco Beltrami
- Útěk do divočiny - Michael Brook, Kaki King a Eddie Vedder
- Touha, opatrnost - Alexandre Desplat
- Once - Glen Hansard a Markéta Irglová
- Až na krev - Jonny Greenwood

### Nejlepší skladba
„Falling Slowly“ - Once
- „Baby Don't You Cry“ - Servírka
- „Happy Working Song“ - Kouzelná romance
- „If You Want Me„ - Once
- „Pop! Goes My Heart“ - Hudbu složil, slova napsal
- „Walk Hard“ - Neuvěřitelný život rockera Coxe

### Nejlepší dokument
The King of Kong
- Ve stínu Měsíce
- Lake of Fire
- Konec v nedohlednu
- Sicko
- War Dance